# Neofundulus ornatipinnis
Neofundulus ornatipinnis es un pez de la familia de los rivulinos en el orden de los ciprinodontiformes.
Los machos pueden alcanzar los 6 cm de longitud total.

## Distribución geográfica
Se encuentran en Sudamérica: Paraguay.